# Habrotrocha flaviformis
Habrotrocha flaviformis är en hjuldjursart som beskrevs av De Koning 1947. Habrotrocha flaviformis ingår i släktet Habrotrocha och familjen Habrotrochidae. Inga underarter finns listade i Catalogue of Life.